# 접경지역발전기획단
접경지역발전기획단은 접경지역 발전업무를 효율적으로 수행하고 접경지역정책심의위원회의 사무를 지원하기 위하여 설립된 대한민국 행정자치부 소속기관이다. 접경지역발전기획단장은 행정자치부차관이 되고, 부단장은 행정자치부의 고위공무원단에 속하는 일반직공무원 중 행정자치부장관이 지명하는 사람이 된다.

## 설립 근거
- 접경지역 지원 특별법 제11조[3]

## 주요 업무
- 접경지역의 발전에 관한 정책 및 제도의 입안·기획
- 접경특화발전지구의 지정·운영에 관한 제도의 입안·기획
- 발전종합계획의 실무적 협의 및 조정
- 위원회 의안 작성 등 위원회의 운영 지원
- 그 밖에 접경지역 발전에 필요한 사항